# Tatu Varmanen
Tatu Valdemar Varmanen, född 9 juli 1998, är en svensk-finländsk fotbollsspelare som spelar för Östers IF.

## Klubbkarriär

### IF Brommapojkarna
Varmanen spelade som ung i IF Brommapojkarna och var en del av P98-laget som skildrades i TV-serien Fotbollsfabriken. Han gjorde tävlingsdebut för A-laget den 27 februari 2016 i en 4–2-förlust mot Gefle IF i Svenska cupen. Varmanen gjorde ligadebut i Division 1 den 17 april 2016 i en 2–0-vinst över Piteå IF, där han blev inbytt i den 80:e minuten mot Nemrut Awrohum.

### Inter Åbo
Inför säsongen 2017 värvades Varmanen av finska Inter Åbo, där han skrev på ett tvåårskontrakt. Varmanen lånades dock direkt ut till JJK på ett låneavtal fram till sommaren. Han spelade endast en match i Finlands cup för JJK. Varmanen återvände sedan till Inter Åbo och spelade 14 matcher i Tipsligan 2017. Följande säsong spelade han 17 ligamatcher och sex cupmatcher.

### TPS
I mars 2019 skrev Varmanen på ett ettårskontrakt med TPS. Han spelade 18 matcher i Ettan 2018 samt två kvalmatcher och hjälpte klubben att bli uppflyttade till Tipsligan. I december 2019 förlängde Varmanen sitt kontrakt med ett år. Han spelade under säsongen 20 matcher i Tipsligan 2020 samt en nedflyttningskvalmatch och sju cupmatcher.

### Östers IF
Inför säsongen 2021 återvände Varmanen till Sverige och skrev på för Superettan-klubben Östers IF. I mars 2022 förlängde han sitt kontrakt med tre år. Säsongen 2024 hjälpte Varmanen klubben att bli uppflyttade till Allsvenskan och i slutet av säsongen han sitt kontrakt.

## Landslagskarriär
Varmanen har dubbelt medborgarskap i Finland och Sverige. Han har spelat 11 ungdomslandskamper för Finland, varav sju för U18-landslaget och fyra för U19-landslaget.

## Meriter
Inter Åbo
- Finlands cup: 2017/2018